# Lahtis stadshus
Lahtis stadshus har ritats av arkitekt Eliel Saarinen. Det blev klart 1912.
Stadshuset är utfört i sen jugendstil i mörkt rödtegel och inomhus används starka färger och blomsterornament. Stadshuset är försett med ett högt klocktorn.
Museiverket har klassat stadshuset, torget och Mariagatan som tillsammans bildar en ceremoniell axel i staden, som bebyggd kulturmiljö av riksintresse. Stadshuset har skyddats i detaljplanen 1967.

## Byggnadens historia
Lahtis fick stadsrättigheter år 1905, och redan följande år presenterades det första förslaget till ett stadshus. Staden var en trähusstad med 4 000 invånare och behövde ett brandkårshus. Byggnadsbeslutet fattades först år 1910 och en arkitekttävling utlystes samma år. Den vanns av arkitekten Eliel Saarinen. Bygget kostade mer än stadens hela budget.
Stadshuset planerades först på platsen för det nuvarande nedre torget. Arkitekten Armas Lindgren fick ge utlåtande om platsen. Han understödde en placering i parken vid Mariagatans förlängning. Byggnadsnämnden beslöt enligt utlåtandet. Platsen ansågs vara ypperlig eftersom backen skulle göra det möjligt att se stadshusets torn i alla fyra väderstreck.
Eliel Saarinen ritade stadshuset som ett totalkonstverk vilket var vanligt på den tiden. Interiören skall därför motsvara det externa arkitektoniska formspråket. I interiören dominerar mörka förser och ornamentiken. Det mörka teglet importerades från Sverige.
Till det färdiga stadshuset flyttade stadens administration: magistraten och dess kansli, notarius publicus, rådstuvurätten, stadsfiskalen, drätselkammaren, stadsfogden, den lutherska församlingens kansli, kommunfullmäktige, nämnder och brandkåren. I bottenvåningen, det vill säga stenfoten, fanns också polisen, ett läsesal och biblioteket.

## Skador under kriget och utvidgning
År 1934 planerade stadsarkitekten Kaarlo Könönen en utvidgning. Den stod klar 1935 och den tidigare öppna gården blev nu en innergård.
Stadshuset skadades i luftbombningarna den 27 december 1939 och fick stora brandskador. Efter bombningen flyttade kontor och polisen till Lahtis samskola.
Vinden brann den 21 september 1981. Efter branden utfördes reparationer och saneringar. Arbetet blev klart 1985 och stadshuset har nu en total golvytan på 5 160 m² och en volym på 19 950 m³.